# نمایش امروز
نمایش امروز (انگلیسی: Play for Today) یک مجموعه آنتولوژی تله‌تئاتر بریتانیایی است که مابین سال‌های ۱۹۷۰ تا ۱۹۸۴ از شبکهٔ بی‌بی‌سی وان پخش شد.

## گزیدهٔ بازیگران
- جورج کول
- فرانک فینلی
- تام بل
- آنتونی هاپکینز
- مایکل فیست
- آنا کراپر
- ایان کارمایکل
- مج راین
- مایکل جیستن
- دنهلم الیوت
- ارل کامرون
- مارتی فلدمن
- رولاند کالور
- جولی دریسکال
- پل نیکلاس
- دونالد پلزنس
- هانا گوردون
- جما جونز
- روی کینیر
- سیلیا جانسون
- لئونارد راسیتر
- رزماری لیچ
- جان له ماژرر
- پاتریشا هیز
- ادوارد وودوارد
- پیتر جفری
- جولیان هالووی
- دیوید برک
- جان گیلگد
- مارجری میسن
- برایان مارشال
- کلوین لوکهارت
- جن فرانسیس
- برایان گلاور
- کالین بلکلی
- آلک مک‌کاون
- برایان مارشال
- الستر سیم
- جاس آکلند
- جنت سوزمن
- بیل مینارد
- کالین بلکلی
- جرج لازنبی
- جاس آکلند
- لیز اسمیت
- گوئن هاتفورد
- فیلیپ جکسون
- جیمز بولام
- سیلیا جانسون
- زینا واکر
- جن فرانسیس
- فردی جونز
- الون آرمسترانگ
- ایان کاتبرتسون
- ریچل رابرتس
- استیون ری
- تیموتی وست
- آنجلا پلزنس
- تیم پریس
- جرمی کمپ
- ریچارد بکینسیل
- آلن بیتس
- وارن میچل
- گادفری جیمز
- لئونارد راسیتر
- آلیسون استدمن
- کالین ولند
- لئو مک‌کرن
- جین لپوتی‌یر
- جفری پالمر
- پاتریک تراتون
- رزماری لیچ
- جان هرت
- بیلی کانلی
- فرانسیس د لا تور
- تونی بریتون
- دیوید ترلفال
- برنارد هیل
- آنجلا داون
- جان استراید
- فیل دیویس
- فرانچسکا آنیس
- ویویان پیکلز
- آلیسون استدمن
- شریل هال
- استفانی کل
- کیت نلیگان
- کریستین هارگریوس
- الون آرمسترانگ
- پل کاپلی
- دیوید کلی
- جک شپرد
- جان کانی
- جان ثا
- مایکل کراوفورد
- باب میسون
- کالین ولند
- پاتریک مگی
- جیم نورتون
- آنتون راجرز
- آنتونی بیت
- برنارد هیل
- بیل نای
- سیمون کالو
- زینا واکر
- ریچل کمپسون
- پتسی رولندز
- بیل پترسون
- پال راجرز
- هریت والتر
- جودی دنچ
- لئونارد راسیتر
- پائولا دیونیزوتی
- پیتر فرث
- پیت پاستویت
- گراهام کراودن
- پیتر سالیس
- کنت کرانام
- گان گرینجر
- برنارد هیل
- رزالیند ایرز
- دیوید نیل
- باربارا فلاین
- نایجل هاثورن
- کالین ولند
- ریچارد برایرز
- کوین مک‌نالی
- پل فریمن
- تیموتی اسپال
- هلن میرن
- شیلا هنکاک
- اَلن بنت
- گوئن هاتفورد
- آنتونی هیگینز
- پیتر فرث
- الیزابت سلرز
- پاتریک تراتون
- کنت برانا
- دیوید هوروویچ
- آنتونی اندروز
- النور برون
- شرلی لانگی
- فرانسس باربر
- پیتر وان
- چارلز دنس
- لئونارد راسیتر
- جان داتین
- آدریان دونبار
- دنهلم الیوت
- ری وینستون
- دیوید سوشی
- بلیندا لانگ
- جان کامر
- جین فریمن
- ثورا هرد
- سارا توماس
- باربارا یانگ
- گوئن تیلور
- دارا اومالی
- جیمی گلاور
- جان موریسون